# I Love You (サンボマスターの曲)
「I Love You」（アイ・ラヴ・ユー）は、サンボマスターが2007年4月18日にリリースした9枚目のシングル。

## 収録曲
全曲作詞・作曲：山口隆
1. I Love You
2. ベイビーベイビースー
3. コースター
4. 教会前通り

| スタブアイコン | サブスタブ | この項目は、まだ閲覧者の調べものの参照としては役立たない、シングルに関連した書きかけの項目です。この項目を加筆・訂正などしてくださる協力者を求めています（P:音楽/PJ:楽曲）。 |